# Wereld Toilet Dag
Wereld Toilet Dag (WTD) is een jaarlijks evenement dat op 19 november wordt gevierd. De dag richt zich op het belang van goede sanitaire voorzieningen en voor toegang tot schone en veilige toiletten voor iedereen. Het is de World Toilet Organisation die sedert 2001 met deze dag de aandacht wil vestigen op de wereldwijde sanitaire crisis. Sindsdien is Wereld Toilet Dag over de hele wereld in omvang en erkenning door partners gegroeid. In 2013 hebben de Verenigde Naties (VN) een resolutie goedgekeurd waarin WTD wordt erkend als een officiële VN-internationale dag.

## Functie en doelen
Sinds 2001 organiseert de World Toilet Organisation jaarlijks de World Toilet Summit. In 2006 vond dit grote evenement in Bangkok plaats onder het motto "Happy Toilet, Healthy Life".
De Wereld Toilet Dag moet de verantwoordelijken in de politiek en het bedrijfsleven wakker schudden, taboes elimineren, en de strijd tegen wereldwijd verbreide sanitaire tekortkomingen opvoeren. Nationale overheden moeten minstens drie procent van hun uitgaven aan sanitaire voorzieningen en watervoorzieningen uitgeven. Ook corruptie in de watersector moet bestreden worden. Naar schatting verdwijnt, door actieve en passieve corruptie, zo'n twee miljard dollar per jaar via dubieuze geldkanalen, fondsen waarmee de problemen konden opgelost worden door alternatieve sanitaire en watertechnologie.

## Kritiek op conventionele sanitaire concepten
Conventionele gedecentraliseerde rioleringssystemen zoals latrines en septic tanks zijn in vele streken nauwelijks haalbaar, vooral wanneer de dichtheid van nederzettingen blijft stijgen waardoor in sommige gevallen aanzienlijke grondwaterverontreiniging optreedt. Bovendien gaan bij conventionele waterafvoer de voedingsstoffen die aanwezig zijn in menselijke excreties (en in principe waardevol zijn voor de landbouw en dus voedselproductie) ten minste gedeeltelijk verloren.
Conventionele centrale rioolverwijderingssystemen met stroomafwaarts meertraps rioolwaterzuiveringsinstallaties zijn complexe structuren die hoge investeringen vergen. Het hogere waterverbruik zou bovendien de gevreesde watercrisis nog verergeren. Door de enorme investeringen en exploitatiekosten vormen deze systemen geen afdoende oplossing voor met name drogere gebieden in ontwikkelingslanden. Daarnaast bestaan ook ecologische bezwaren: bemesting met rioolslib kan nieuwe milieuproblemen veroorzaken, omdat naast de plantvoedingsstoffen ook zware metalen en chemische stoffen aanwezig zijn.